# Уругвай на летних Олимпийских играх 1996
Уругвай принимал участие в Летних Олимпийских играх 1996 года в Атланте (США) в шестнадцатый раз за свою историю, но не завоевал ни одной медали. Сборную страны представляли две женщины.

## Состав олимпийской сборной Уругвая

### Велоспорт

#### Трековый велоспорт
Спортсменов — 1
Победители определялись по результатам одного соревновательного дня. В гите победителей определяли по лучшему времени, показанному на определённой дистанции, а в гонке по очкам и мэдисоне по количеству набранных баллов.
Мужчины
| Спортсмен       | Соревнование   | Результат  | Место |
| Спортсмен       | Соревнование   | Время Очки | Место |
| --------------- | -------------- | ---------- | ----- |
| Мильтон Винантс | Гонка по очкам | 6          | 7     |